# 자그레브 노면전차

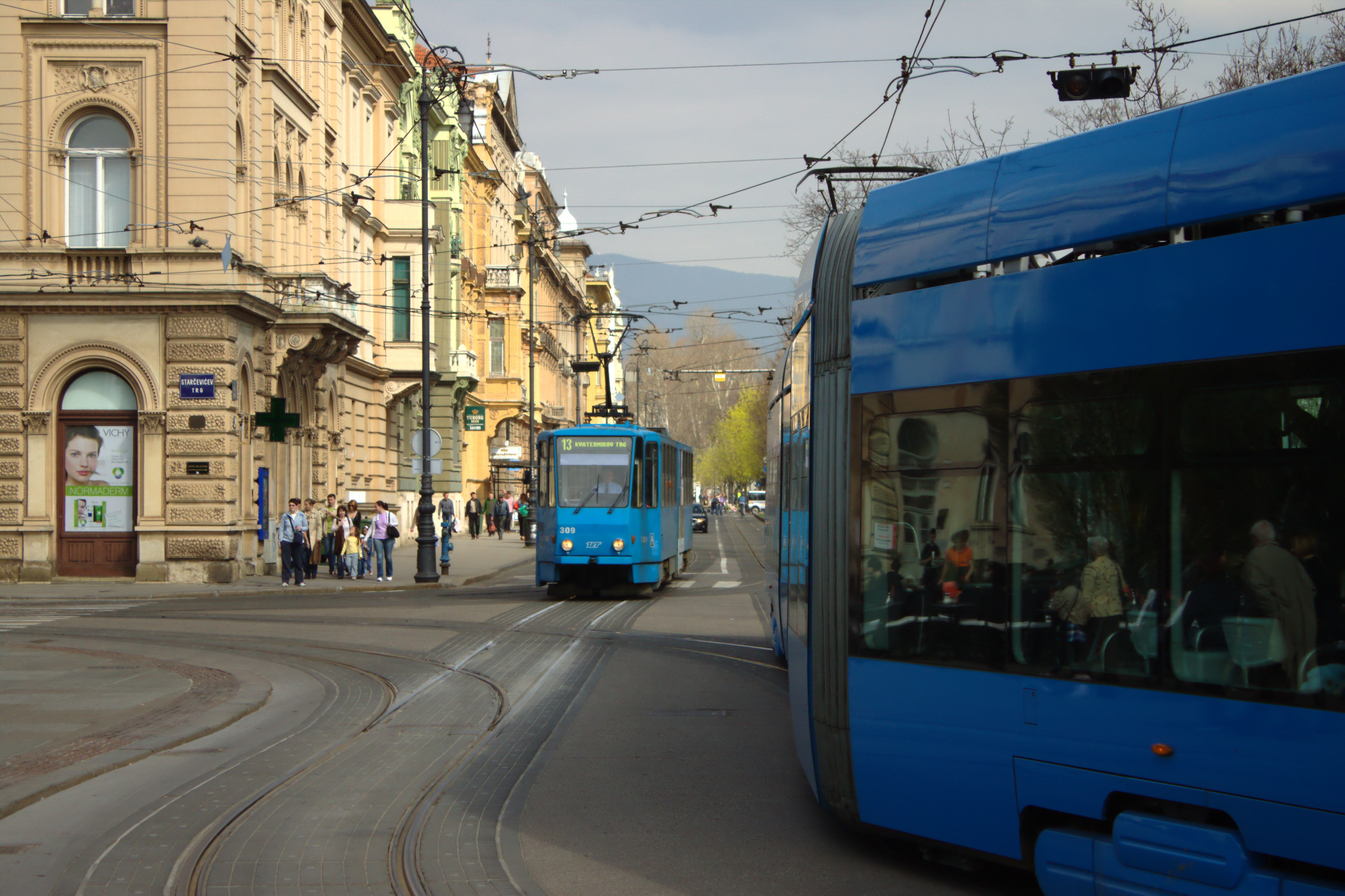
자그레브 노면전차

자그레브 노면전차(크로아티아어: Tramvajski promet u Zagrebu)는 크로아티아 자그레브에서 운영되는 노면전차 시스템이다. 주간 노선 15개와 야간 노선 4개로 구성되어 있다. 노면전차는 116.3 킬로미터 (72.3 mi)의 미터궤 노선에서 운행된다. 주간에는 모든 노선이 평균 5~10분 간격으로 운행되지만 거의 모든 역이 최소 2개 노선을 운행한다. 야간 노선은 평균 약 40분 간격으로 정확한 시간표를 가지고 있다. 최초의 마차 노선은 1891년에 개통되었으며 최초의 전기 트램은 1910년에 운행되었다.